# 埃弗拉因·梅迪纳·雷耶斯
埃弗拉因·梅迪纳·雷耶斯（西班牙語：Efraim Medina Reyes，1967年6月29日—），哥伦比亚作家，是拉美新派文学代表人之一。他排斥所谓的魔幻现实主义，否定感情的高尚，而主张以丑恶现实主义（西班牙文：Realismo sucio，英文：Dirty realism）去面对现实。他也是音乐队的写词家和贝斯手。他的文学作品已经翻译成法语、意大利语、葡萄牙语以及芬兰语。

## 作品[2]
- ，短篇小说.  （西班牙文）
- ，小说. （西班牙文）
- ，小说. （西班牙文）
- , 小说. （西班牙文）
- ，诗歌与微型小说. （西班牙文）
- , 小说. （西班牙文）